# Fabian Giefer
Fabian Giefer (sinh 17 tháng 5 năm 1990 tại Adenau, Rhineland-Palatinate) là một cầu thủ bóng đá người Đức, anh chơi ở vị trí thủ môn cho câu lạc bộ Bundesliga - Bayer Leverkusen

## Sự nghiệp
Anh đã ra mắt Bundesliga vào ngày 06 tháng 11 năm 2009 ở trận Eintracht Frankfurt. Anh đã có một trận đấu giữ sạch lưới và đội nhà đã giành chiến thắng trước đối thủ 4-0.
Ngày 01 Tháng 12 năm 2010, anh đã chơi tại quốc tế của cho UEFA Europa League, thay thế thủ môn số 1 của Bayer là René Adler. Đội bóng đã giành chiến thắng 1-0 trước Rosenborg của Na Uy.
Ngày 7 tháng 8 năm 2011 chống lại FSV Mainz 05 trong tuần đầu của mùa giải Bundesliga 2011-12, Giefer được concussed và nói rằng anh không nhớ bất cứ điều gì về tháng trước.